# オランダ陸軍
オランダ王立陸軍（オランダおうりつりくぐん、オランダ語：Koninklijke Landmacht）はオランダ王国の陸軍。

## 歴史
オランダ王立陸軍は1814年1月9日に創設される。ただしその起源については1572年のいわゆる州軍（nl:Staatse Leger）と呼ばれる軍事組織に求められる。このためオランダは16世紀にまで遡れる最も古い常備軍を維持した国家の一つに数えられる。
ネーデルラント連邦共和国の陸軍は八十年戦争を経て17世紀と18世紀前半にかけて組織化し訓練され、1795年のフランス侵攻までカール・グスタフ戦争での第1次デンマーク戦争やネーデルラント継承戦争、大同盟戦争、スペイン継承戦争、オーストリア継承戦争、フランス革命戦争に参加している。
ネーデルラント連邦の州軍は1795年にバタヴィア共和国軍に再編成され、1806年にホラント王国の成立に伴い再編成されている。1799年と1800年および1810年の間にドイツ、オーストリアおよびスペインでの戦役に参加し、特に1807年のナポレオン戦争中のフリートラントの戦いでリーデンデ砲兵隊の馬砲兵部隊（Rijdende Artillerie）が活躍している。1807年と1809年にはシュトラールズントを占領し半島戦争では1808年から1810年までオランダ旅団が参加していた。ナポレオン・ボナパルトがオランダの「再統一」を決めたことにより独立軍は1810年に解体される。これにより大陸軍の一部となる。こんにちのフランス陸軍第126歩兵連隊はオランダに起源をもっている。1812年ロシア戦役ではオランダ部隊も参加している。最も注目すべき戦闘はベレジナの戦い（en:Battle of Berezina）でのベンティン大佐（Benthien）率いる架橋中隊の活躍がある。
1813年、オラニエ主義者によるナポレオン支配への蜂起の結果、ネーデルラント連合王国が成立し独立軍が復活した。この新陸軍は百日天下でのワーテルローの戦いで連合軍の重要に一角を成していた。特に、ダヴィッド・ヘンドリク・シャッセ男爵（nl:David Hendrik Chassé）の部隊は勝利の一因となった。
ワーテルローの戦い以降オランダ陸軍はいくつかの紛争に関与している。1825年から1925年の間の植民地戦争や1830年からのベルギー独立革命に参加した。それ以降は第二次世界大戦まで概ね平穏であった。
第二次世界大戦直前には軍団の下で5個師団を編成し、4個の予備役部隊を備えていた。後に機動部隊を含めた2個軍団編制に移行し戦力化が図られた。1940年5月10日からナチス・ドイツ軍と交戦するも衆寡敵せず同月14日にオランダは降伏する。
戦後、インドネシア独立戦争を経て冷戦の激化に伴い北大西洋条約機構が設立されこれに加盟し、西欧での集団安全保障の一翼を担う事になる。冷戦時代の1960年代、フランスのNATO軍事機構の脱退により、後方兵站線がベネルクス3国に集中することになり、防衛体制強化のため第1軍団を基幹に3個師団他部隊と装備で重武装化が図られた。機械化師団は当初、徒歩兵が主力であったが1970年代初頭までに機械化が完了している。ただし師団は固定的編制ではなく作戦要求に合わせ、複数の旅団を状況に応じて組み合わせて師団を編成していた。第1軍団以外には地域防衛集団（NTC）、兵站集団（NLC）、衛生集団（GC）、訓練集団（COKL）、通信集団などがあった。
地域防衛集団には2個歩兵旅団を基幹に11個警備管区をもち、各地に点在する大小様々な重要施設の警備や機動予備および総予備として機能していた。訓練集団は毎年入隊する徴兵に対する新兵訓練の他、士官・下士官教育を担当し、有事には一線部隊の欠員を埋めるための人員プールとしても機能していた。1980年代初期当時の平時兵力約70,000人の内、約40,000人が徴兵で構成されており兵役はオランダ社会において名誉とされる。しかし、社会状況の変革にともない軍内規律の大幅な改革に着手し、長髪の兵士が勤務するなど若者に譲歩した内容となっていた。また、オランダ軍では兵隊組合の結成が認められている。
1961年にはオランダ領イリアンジャヤをめぐってインドネシア軍と交戦するも（西イリアン紛争）米ソ超大国の思惑により停戦し同地から撤退している。
1980年代、総人口約1,400万人に対し、平時70,000人、戦時20万人、10個旅団基幹で戦車約1,000輌と比較的大規模な兵力を整備しており、平時6個旅団編成のうち、1個旅団は前方展開部隊として西ドイツに駐屯していた。冷戦の終結、ソ連邦崩壊及びドイツ再統一により、NATO域内における軍事的脅威が消滅すると、NATO各国では兵力削減が進められるとともに、即応及び域外派遣用の多国籍部隊の編成が進められた。1995年には、ドイツとの合同部隊である第1ドイツ＝オランダ軍団が創設されている。
徴兵制を廃止し、1997年からは全志願制となっており、2011年には戦車を全廃している。2024年時点において、オランダ陸軍は3個旅団基幹、現役兵15,350人となっている。
平和維持活動には1979年から1985年にかけてレバノンに、1991年から旧ユーゴスラビアに派遣され現在も継続中で、1992年から1994年までカンボジアに、1995年から1996年までハイチに、1998年から1999年までキプロスに、2001年にエリトリアとエチオピアに、2003年から2005年までイラクに、2002年から2010年までアフガニスタンに、2008年からはチャドにそれぞれ派遣されている。

## 組織
2024年時点で現役兵総員約15,350人、予備役兵約3,900人。
- 陸軍参謀本部　在ユトレヒト

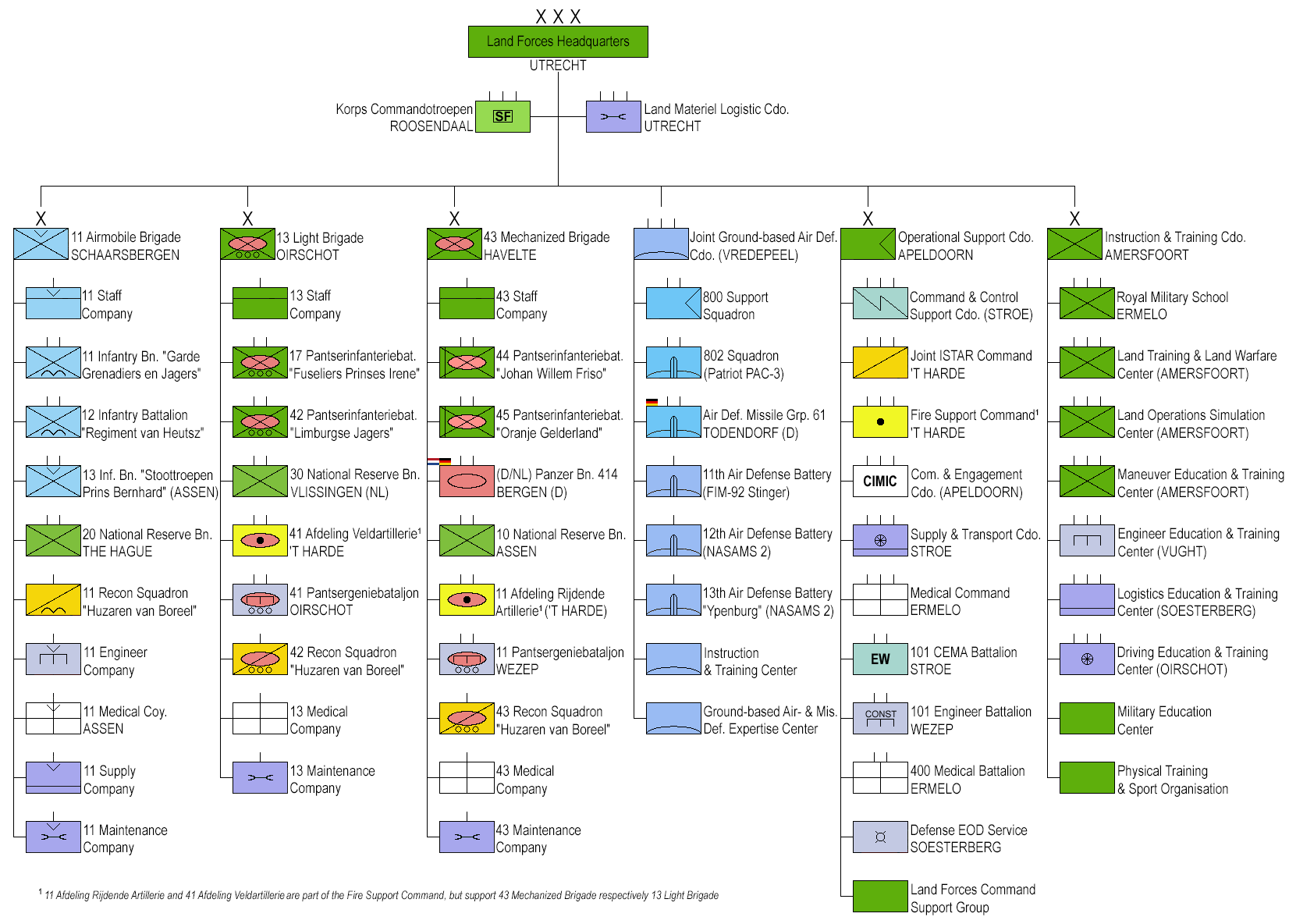
オランダ陸軍の編成

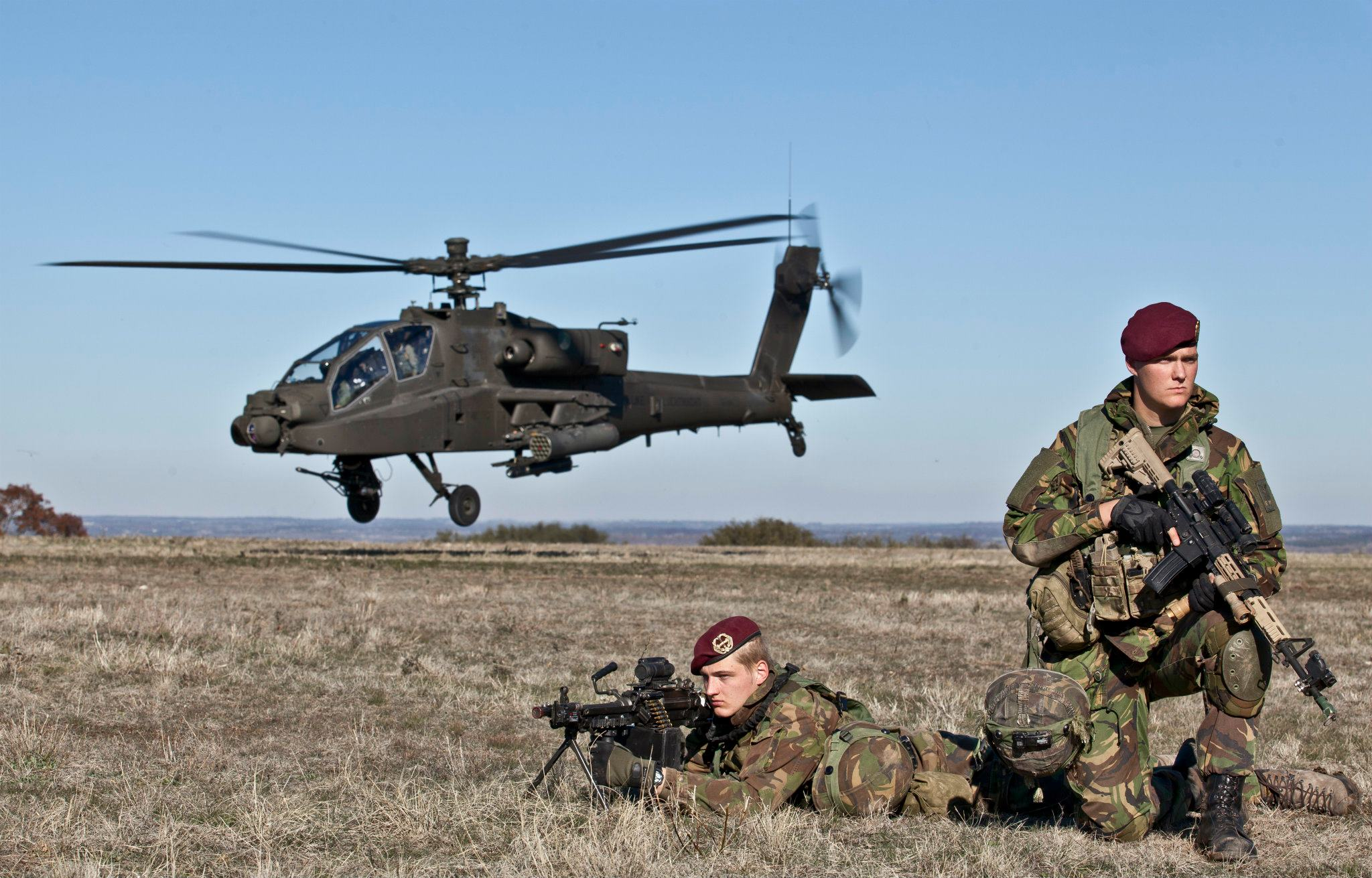
第13機械化旅団とオランダ空軍のAH-64.

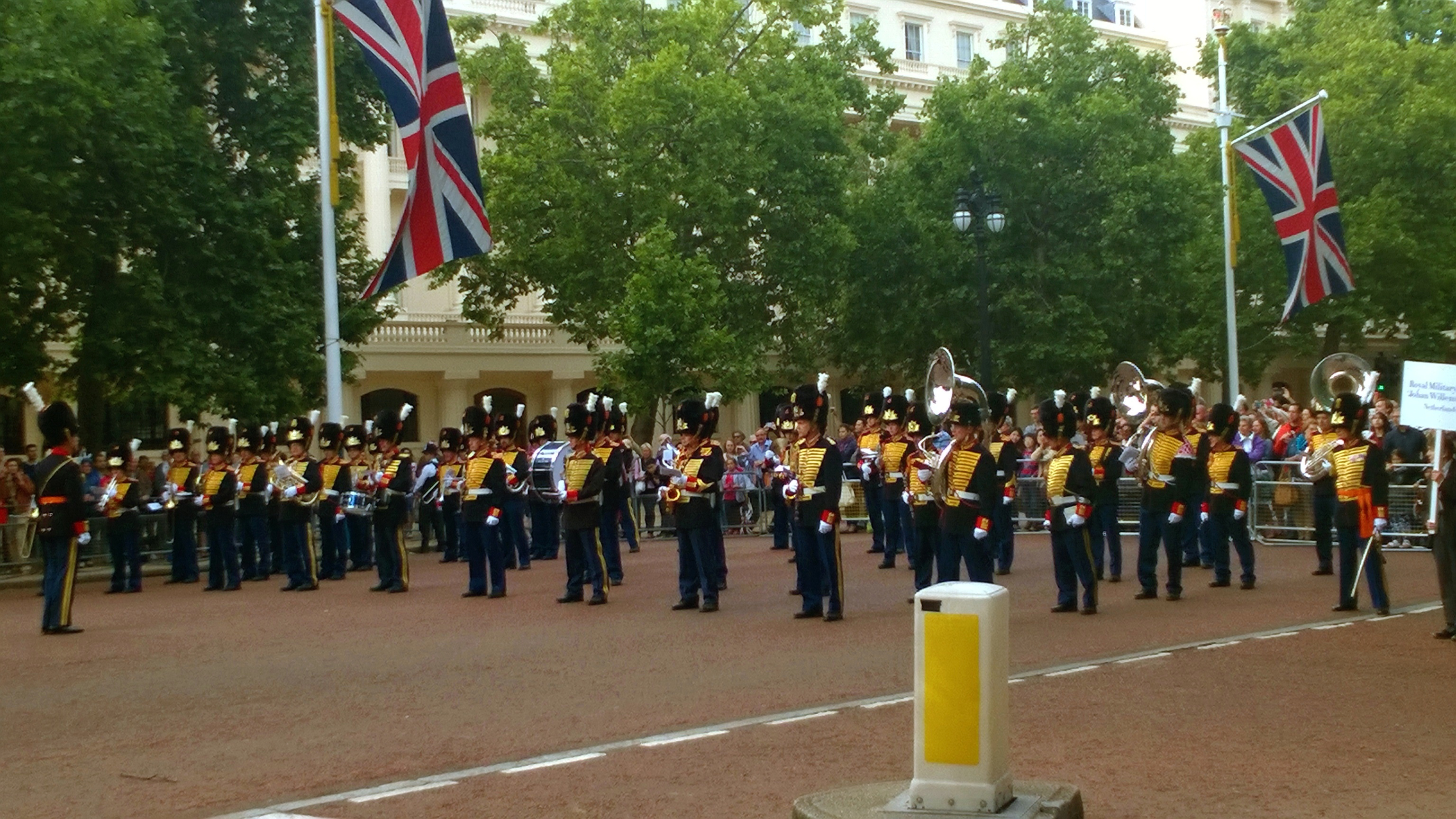
オランダ陸軍のパレード

  - 第11空中機動旅団（11LMB）　在スカールスベルゲン
    - 旅団司令部中隊
    - 猟兵擲弾兵近衛連隊第11歩兵大隊
    - ハーツ連隊第12歩兵大隊
    - ベルンハルト王配近接戦連隊第13歩兵大隊　在アッセン
    - 第11迫撃砲中隊
    - 第11工兵中隊
    - 第11防空中隊
    - 第11補給中隊
    - 第11衛生中隊
    - 第11整備中隊

  - 第13機械化旅団（13Mechbrig）　在オイルスホット
    - 旅団司令部中隊
    - シツマ驃騎兵連隊第11戦車大隊（軍縮により解隊）
    - イレーネ王女火打石銃兵近衛連隊第17機械歩兵大隊
    - リンブルフ猟兵第42機械化歩兵大隊
    - ボレール驃騎兵第42偵察大隊
    - 第11砲兵大隊
    - 第41工兵大隊
    - 第13衛生中隊
    - 第13整備中隊

  - 第43機械化旅団（43Mechbrig）　在ハーフェルテ
    - 旅団司令部中隊
    - オラニエ公驃騎兵連隊第42戦車大隊（軍縮により解隊）
    - ヨハン・ウィレム・フリーゾ連隊第44機械化歩兵大隊
    - オラニエ・ヘルダーラント連隊第45機械化歩兵大隊
    - 第14砲兵大隊
    - 第11工兵大隊
    - 第43衛生中隊
    - 第43整備中隊
- 地上作戦支援部隊（Kommando Operative Unterstützungseinheiten Land）
  - 第101工兵大隊
  - 第101通信大隊
  - 第103偵察大隊
  - 第1特殊武器防護大隊（対核生物科学戦防護）
  - 第100補給輸送大隊
  - 第200補給輸送大隊
  - 第400衛生大隊
  - 第310整備中隊
  - 第320整備中隊
  - 第330整備中隊
- コマンドー部隊（nl:Korps Commandotroepen、特殊部隊）
  - 本部・補給中隊
  - 第104コマンドー中隊
  - 第105コマンドー中隊
  - 第108コマンドー中隊
- 王立陸空軍士官学校（nl:Koninklijke Militaire Academie）　在ブレダ
- 王立下士官学校（nl:Koninklijke Militaire School (Nederland)）　在ヴェールト
- 陸軍管理学校（Korps Militaire Administratie）

### LO/スポーツ機関（LO/Sportorganisatie）
- 陸軍予備軍（nl:Korps Nationale Reserve）

国際共同部隊
- 第1ドイツ＝オランダ軍団

## 装備

### 車両
- レオパルト2A6MA2 × 18(ドイツと共同運用)
- レオパルト2A8×少なくとも46（発注中）[10]
- フェネック偵察車 ×185[9]
- CV9035NL歩兵戦闘車 ×117（さらに32両が保管中）[9]
- ボクサー装輪装甲車 ×200[9]
- フェネック装輪装甲車 ×140[9]
- ブッシュマスター装輪装甲車 ×92[9]
- Dachs装甲工兵車[9]
- AEV3 コディアック装甲工兵車 ×10[9]
- ベルゲパンツァー2装甲回収車[9]
- ベルゲパンツァー3 ビュッフェル（ドイツ語版）装甲回収車×24[9]
- レオパルト1 レグアン戦車橋 ×16[9]
- レオパルト2 レグアン戦車橋 ×8[9]
- MLC70 レグアン戦車橋 ×4[9]
- Bozena地雷原処理車[9]
- フクスNBC偵察車 ×6[9]

### 火砲
- PULS ×2
- PzH2000自走榴弾砲 ×21（さらに27両が保管中）[9]
- FH70 ×15
- QF 25ポンド砲 ×8
- Hirtenberger M6 C-640 Mk.1 ×155
- Hirtenberger M8 R-1365 ×122
- 120mm迫撃砲 RT ×18[9]
- L16 81mm 迫撃砲[9] ×63

### 防空
- パトリオットPAC3×18[9]
- NASAMS II×6[9]
- FIM-92 スティンガー（18両のフェネック対空型を含む）[9]

### UAV
- ブラック・ホーネット・ナノ
- RQ-11
- RQ-20
- RQ-21
- スキャンイーグル

### 小火器
- グロック17拳銃
- SIG SAUER P226拳銃
- FN P90短機関銃
- H&K MP5短機関銃
- ディマコ C7小銃
- ディマコ C7A1小銃
- ディマコ C8A1短小銃
- H&K HK416小銃
- H&K HK417小銃
- FN MAG汎用機関銃
- FN ミニミ分隊支援銃
- ブローニングM2重機関銃
- アキュラシー・インターナショナル アークティク・ウォーフェア狙撃銃対人狙撃銃
- アキュラシー・インターナショナル AWM対人狙撃銃
- SAKO TRG対人狙撃銃
- ステアー SSG 69対人狙撃銃
- バレットM82対物狙撃銃
- モスバーグM500散弾銃
- H&K AG-C/GLM擲弾発射機
- H&K GMW自動擲弾発射機
- パンツァーファウスト3対戦車弾 × 834基（編制配備数）

### その他
- AT/TPQ-36対砲迫レーダー × 6基

## 階級
| 士官               |                                                                 |  |           |
| 陸軍大将           | Generaal                                                        |  | OF-9      |
| 陸軍中将           | Luitenant-Generaal                                              |  | OF-8      |
| 陸軍少将           | Generaal-Majoor                                                 |  | OF-7      |
| 陸軍准将           | Brigade-Generaal                                                |  | OF-6      |
| 陸軍大佐           | Kolonel                                                         |  | OF-5      |
| 陸軍中佐           | Luitenant-Kolonel                                               |  | OF-4      |
| 陸軍少佐           | Majoor                                                          |  | OF-3      |
| 陸軍大尉           | Kapitein Ritmeester （騎兵科のみ）                              |  | OF-2      |
| 陸軍中尉           | Eerste-Luitenant                                                |  | OF-1      |
| 陸軍少尉           | Tweede-Luitenant                                                |  | OF-1      |
| 陸軍士官候補生     | Vaandrig Kornet（騎兵・砲兵）                                   |  | OF-1      |
| 准士官および下士官 |                                                                 |  |           |
| 陸軍准尉           | Adjudant                                                        |  | OR-9/OR-8 |
| 陸軍曹長           | Sergeant-Majoor Opperwachtmeester（騎兵・砲兵）                 |  | OR-7      |
| 陸軍一等軍曹       | Sergeant der 1e klasse Wachtmeester der 1e klasse（騎兵・砲兵） |  | OR-6      |
| 陸軍二等軍曹       | Sergeant Wachtmeester（騎兵・砲兵）                             |  | OR-5      |
| 伍長               |                                                                 |  |           |
| 陸軍上級伍長       | Korporaal der 1e klasse                                         |  | OR-4      |
| 陸軍伍長           | Korporaal                                                       |  | OR-3      |
| 兵卒               |                                                                 |  |           |
| 陸軍一等兵         | Soldaat der 1ste klasse Kannonier/huzaar（騎兵・砲兵）          |  | OR-2      |
| 陸軍二等兵         | Soldaat der 2de klasse Kannonier/huzaar（騎兵・砲兵）           |  | OR-2      |
| 陸軍三等兵         | Soldaat der 3e klasse Kannonier/huzaar（騎兵・砲兵）            |  | OR-1      |

補足事項として騎兵科および管理系統下士官階級内の「伍長（Korporaal）」から「曹長（Opperwachtmeester）」までの階級記章のストライプは金色ではなく銀色である。兵卒内の兵科別名は以下のとおり。
| 歩兵                | 騎兵          | 砲兵            |
| ------------------- | ------------- | --------------- |
| Soldaat 歩兵        | Huzaar 驃騎兵 | Kannonier 砲兵  |
| Grenadier 擲弾兵    |               | Rijder ライダー |
| Jager 猟兵          |               |                 |
| Fusilier 火打石兵   |               |                 |
| Commando コマンドー |               |                 |